# Hermann von der Lieth-Thomsen
Hermann von der Lieth-Thomsen (10 mars 1867 à Flensburg ; † 5 août 1942 à Sylt) était un général allemand durant la Seconde Guerre mondiale.

## Biographie
Lieth-Thomsen s'engage dans la Deutsches Heer en 1888. D'abord Pionieroffizier, il est Major à la veille de la Première Guerre mondiale. Le 27 mars 1915, il est nommé à l'État-major du Commandement suprême de l'armée allemande. En 1916, il est nommé chef du personnel de la Luftstreitkräfte auprès de Ernst von Hoeppner. En 1917, Thomsen reçoit la médaille Pour le Mérite, même si en tant que commandant en chef, il n'était pas directement impliqué dans les combats aériens. Son fils, Joachim von der Lieth-Thomsen, est abattu par un navire britannique au-dessus de la Tamise et termine la guerre comme prisonnier de guerre. Hermann von der Lieth-Thomsen est promu Oberst en 1918.
Après guerre, dans les années 1920, Lieth-Thomsen participe activement à la création d'une force aérienne en Union soviétique. Fort de son expérience en URSS, Hermann von der Lieth-Thomsen réintègre la Luftwaffe avec le grade de Generalmajor. Il est promu Generalleutnant, puis General der Flieger en 1939.
Pendant la Seconde Guerre mondiale, Lieth-Thomsen conserve ses fonctions jusqu'à sa mort, le 5 mai 1942. Considéré comme le Père de la Luftstreitkräfte, il est enterré avec les honneurs au Cimetière des Invalides de Berlin.

## Décorations
- Croix de fer (1914) 2e et 1re classes
- Ritterkreuz des Königlichen Hausordens von Hohenzollern mit Schwertern
- Pour le Mérite le 8 avril 1917
- Médaille de service de longue durée de la Wehrmacht 4e à 1re classes
- Gemeinsames Flugzeugführer- und Beobachterabzeichen